# Emad
Emad (em persa: عماد, significando "Pilar") é um míssil balístico de médio alcance (MRBM), de combustível líquido, projetado pelo Irã, um derivado do Shahab-3.

## Descrição
O Emad pode transportar uma carga útil de 750 kg por 1.700 km, com precisão de alvo de 10 m. Ele utiliza um novo design de cone de ogiva, diferente daquele do Shahab-3 original. O design modificado pode permitir que a ogiva detone bem acima do alvo, o que o torna mais adequado para detonação por explosão aérea de armas químicas, biológicas ou nucleares, bem como para ataque por pulso eletromagnético nuclear.
O míssil foi apresentado pelo Brigadeiro-General Hossein Dehghan em 11 de outubro de 2015. O Emad apresenta um veículo de reentrada recém-projetado com um sistema de orientação e controle mais avançado, tornando-o o primeiro IRBM do Irã guiado com precisão. O míssil possui um Veículo de Reentrada Manobrável (MARV). O míssil tem um sistema avançado de orientação e controle em seu cone de nariz e diz-se que tem uma precisão de cerca de 50 metros. O míssil, que parece ser outra variante do Shahab-3, deveria ser entregue às forças armadas em algum momento de 2016.